# 細項鯰
細項鯰，為輻鰭魚綱鯰形目項鰭鯰科的其中一種，為熱帶淡水魚類，分布於南美洲的秘魯亞馬遜河流域，體長可達8公分，棲息在底層水域，生活習性不明，可作為觀賞魚，水族界稱其為艾利斯貓或黃金龍貓豹鯨。

## 飼養
艾利斯貓適合在水溫22-25°C，PH值6.5-7.0之間的缸內飼養，只要保持水質良好，弱酸性環境即可。他們喜歡在中層水域活動，野生個體生活於淺水區域，群居，因此建議飼養多隻，膽子會比較大，並且會在一起活動。偏愛有水草，有躲避的環境。對飼料接受度很高，喜食紅蟲，比較貪吃，經常吃的肚子鼓起還不停止。

## 性別
艾利斯貓的公母判斷，主要依據其生殖器的位置及臀鰭的形狀。市面上已經有人工繁殖的記錄，喜歡將卵下在水草葉片上。多隻飼養的情況下，經常的自行配對並產卵。